# 小沢寿美恵
小沢 寿美恵（おざわ　すみえ、1935年3月9日 - ）は、日本の女優・声優。神奈川県出身。劇団昴所属。
旧芸名は小沢咲子、小沢さき子、小沢紗季子、小沢 左生子、小林 サク子。

## 略歴・人物
伊藤学園卒業。
1951年、京都の劇団くるみ座に入団、毛利菊枝に師事して北村英三、中畑道子らと舞台に立つ。1966年、現代演劇協会に入り劇団欅に所属。
1976年、欅と劇団雲が合同して創立された劇団昴に参加。以後、同劇団の中心的かつ最高齢の女優として活動している。
貫録ある美声から声優としても活動。吹き替えでは、マレーネ・ディートリヒやアヌーク・エーメ、カトリーヌ・ドヌーブなど数多くの女優を担当し、第一人者として活動。
好きな作品に『欲望という名の電車』を挙げている。演じる機会が無いと思っていた頃に、映画版で主演（ヴィヴィアン・リー）の吹き替えをすることになったため嬉しかったという。
自身が吹き替えた中で好きな女優にアニー・ジラルドを挙げ、『あの愛をふたたび』で担当したことを「とっても嬉しかった」と述べている。

## 出演作品 (女優)

### テレビドラマ
- 岐路（1956年9月18日、NHK）
- 檻の中（1957年9月13日、NHK）
- 未知なるもの（1958年5月2日、NHK）
- 怪傑黒頭巾（1958年〜1960年、日本テレビ）
- ゴールデン劇場　血槍坂崎（1959年12月2日、日本テレビ） - 刑部卿局
- 柳生旅日記 独眼竜参上!（1960年〜1962年、日本テレビ）
- 特別機動捜査隊（1961年〜1977年、NET）
  - 第126話「天使の乳房」
  - 第153話「陸の孤島」 - 斉藤夫人
  - 第226話「人生相談」
  - 第326話「蜜月旅行」 - 吉田久子
  - 第327話「続・蜜月旅行」
  - 第497話「人生試験地獄」
  - 第744話「地獄を見た」
  - 第786話「女子高生と野獣」
- 女徳（1964年、フジテレビ）
- 時代の勲章「風雪」（1965年4月22日、NHK） - 八千代
- ライオン奥様劇場　続芸者っ子　下町育ち（1965年、フジテレビ）
- ザ・ガードマン（1965〜1971年、TBS）
  - 第130話「結婚サギ師の多忙な生活」
  - 第172話「死体と住む女」
- テレビ文学館（毎日放送）
  - 蘆刈（1968年4月2日） - お栄
  - 五重塔（1968年4月9日） - お吉
- プレイガール（1969年〜1974年、東京12チャンネル）
  - 第99話 「命知らずの裸の妖精」
  - 第177話「裸の女をなぜ狙う?」
- 剣豪 新撰組のイイ男（1970年、NET） - およし
- ライオン奥様劇場（フジテレビ）
  - 夕陽の舞い（1970年） - 藤波節子
  - 大奥の女たち（1971年） - 中臈吉野
  - 続大奥の女たち（1972年） - 関野
- 真昼の月（1972年、東海テレビ） - 田中昌子
- ママはライバル 第40話「ライバルの子はライバル」（1972年〜1973年、TBS）
- 火曜日の女シリーズ「ガラス細工の家」（1973年、日本テレビ / ユニオン映画） ※小沢沙季子でクレジット
- 愛すれど愛は悲し（1973年、フジテレビ）
- GO!GOスカイヤー 大空の勇者第8話「空と海の大追跡」（1973年、フジテレビ）
- アイフル大作戦 第24話「霊柩車たくさん呼ンドイテ!!」（1973年、TBS）
- 荒野の用心棒 第39話「荒野の果てに日はまた昇り…」（1973年、NET） - お米 ※小沢沙季子名義
- 大江戸捜査網 第3シリーズ（1973〜1984年、テレビ東京）
  - 第50話「血染の蛇の目傘」
  - 第97話「必死の逃亡者」
  - 第113話「邪魔者を殺せ!」
- ライオン奥様劇場 母人形（1974年、フジテレビ） - 春江
- ライオン奥様劇場 夜蝶の舞い（1974年、フジテレビ） - 菊江
- 子連れ狼 第2部 第12話「鐘役辻源七」（1974年、日本テレビ）
- 破れ傘刀舟 悪人狩り（1974年〜1976年、NET）
  - 第78話「呪われた愛」 - お時
  - 第90話「さすらい母恋い唄」 - お弓
- 同心部屋御用帳 江戸の旋風 第42話「悲しい罪」（1975〜1980年、フジテレビ）
- 破れ奉行（1977年、テレビ朝日） - おりん
- 特捜最前線（1977年〜1987年、テレビ朝日）
  - 第135話「われら殺人安保条約!」
  - 第155話「完全犯罪・350ヤードの凶弾!」
  - 第393話「オレンジ色の傘の女!」
- 新五捕物帳（1977年〜1982年、日本テレビ）
  - 第1話「殺しの子守唄が聞こえる」 - おゆき
  - 第12話「母ごころ夢の富くじ」 - おけい
  - 第120話「同心涙の別れ歌」
- 柳生十兵衛（1978年、東京12チャンネル）
- 人はそれをスキャンダルという（1978年、TBS）
- 新妻に捧げる歌（1978年、フジテレビ） - 加代
- チェックメイト78 第11話「シューベルトを聴く警部」（1978年〜1979年、朝日放送）
- 江戸を斬る (西郷輝彦) 第23話「鼠小僧初恋しぐれ」（1979年、TBS）- おます
- 鉄道公安官 第30話「15歳 悪の罠」（1979年〜1980年、テレビ朝日）
- 燃えろアタック 第22話「栄光のバックトス」（1979年〜1980年、テレビ朝日） - 藤田千代子
- 陽はまた昇る（加藤剛版）（1979年、フジテレビ）
- 非情のライセンス　第3シリーズ第8話「凶悪の天使　舞い降りた殺人」第3シリーズ（1980年、テレビ朝日）
- 新・江戸の旋風（1980年、フジテレビ）第6話「春はまだか桜草」
- それゆけ!レッドビッキーズ（1980年〜1982年、朝日放送） - ケロケロの母
- 女商一代 やらいでか!（1981年、東海テレビ） - くめ
- 2年B組仙八先生（1981年、TBS） - 桜中学PTA副会長
- 太陽にほえろ! 第468話「殴られたスニーカー」（1981年、NTV） - 峰元夫人
- Gメン'75（TBS）
  - 第275話「警官の妻たちの連続殺人」（1980年） - 梶間圭子
  - 第289話「裸の女囚たち」（1980年） - 北関東刑務所課長
  - 第295話「午前6時の通り魔」（1981年） - 草鹿前総監夫人
  - 第331話「新Gメンvsニセ白バイ軍団」（1981年） - 前島副総監夫人
  - 第344話「真夜中の眼」（1982年） - 村田ツネオの母親
- 文吾捕物帳第15話「かわいい女」（1982年1月26日、テレビ朝日）
- 私は名探偵 完全犯罪をつぶせ!）「パーティへようこそ」（1982年、テレビ東京）
- 右門捕物帖 (1982年のテレビドラマ)第23話「わらじ哀歌」（1982年〜1983日本テレビ）
- 大奥（1983年〜1984年、関西レビ）
  - 第14話「京より天女が舞い降りた」 - 順性院
  - 第15話「めんどり歌えば家滅ぶ」
  - 第16話「断崖に立つ女」
- 平岩弓枝ドラマシリーズ 花ホテル （1983年、フジテレビ）
- 暴れん坊将軍シリーズ（テレビ朝日/東映）
  - 暴れん坊将軍II 第54話「恐れ多くも婿殿は上様!」（1984年） - お房
  - 暴れん坊将軍VI第4話「吉宗、まさかの新妻道中」（1994年） - 志乃
- 時代劇スペシャル「どくろ銭」（1984年3月8日、フジテレビ） - 吉乃
- 花王愛の劇場　その時、妻は（1984年、TBS）
- 影の軍団IV 第2話「女の顔が夜光る」（1985年4月9日、関西テレビ） - 浦路
- ヤヌスの鏡（1985年〜1986年、フジテレビ）第3話「嵐呼ぶ悪の化身」 - 良子の母
- 花王愛の劇場　わが子よVI（1986年、TBS）
- 花嫁衣裳は誰が着る 第4話「午後2時の疑惑」（1986年、フジテレビ）
- 女ふたり捜査官 第14話「女子高生の遺書」（1986年〜1987年、朝日放送）
- どうぶつ通り夢ランド（1986年〜1987年、テレビ朝日）第10話「二人だけで愛の告白?!」（1986年12月14日、テレビ朝日）
- ザ・ハングマン6 第6話「高熱レーザーで体を焼き切れ!」（1987年、朝日放送） - 堂本夫人
- 27才・LOVE気分（1988年、日本テレビ）
- はぐれ刑事純情派 第2シリーズ 第16話「身代りに死んだ女」（1989年、テレビ朝日）
- 青春大河ドラマ　花燃える日々 野望の国　第二部（1990年、日本テレビ）
- 外科病棟女医の事件ファイル（1991年、テレビ朝日）第8話「ソープランド嬢の密室殺人!　覗かれた完全犯罪」 - 石川朋子
- 土曜ワイド劇場（テレビ朝日）
  - 「密会の宿殺人事件 義姉の白い肌が夫を誘う　女美容師の完全犯罪」（1984年11月3日）
  - 「きらきらと闇に墜ちて　チョウに秘められた連続殺人の謎」（1989年12月30日）
  - 「大密室殺人事件III 「宙に浮く」鮮やかな殺人トリック・結婚記念日に夫が私を…」（1992年4月11日）
  - 「裏窓殺人事件　車椅子の少女が覗く夜の密室」（1993年4月24日）
  - 「探偵事務所 依頼人が消えていく…」（1994年10月22日）
- ザ・サスペンス「仮面の誘惑　女流評論家に巣くった肉体の悪魔」（1983年5月21日、TBS）
- 月曜ワイド劇場「美人母娘3人 ああ華麗なる結婚サギ」（1986年1月27日、テレビ朝日）
- 木曜ゴールデンドラマ「花婿の父」（1991年2月7日、よみうりテレビ）
- 月曜ドラマスペシャル「金田一耕助の事件簿27 悪霊島」（1999年3月8日、TBS） - 越智多年子
- 火曜サスペンス劇場「身辺警護 マルタイの教育評論家の女は昔、ひまわり先生と呼ばれた中学教師」（1999年5月18日、日本テレビ）

### 映画
- おしどり喧嘩笠 - お花
- 恋人って呼ばせて - 隣の女
- 清子の場合
- 日本誕生

### 舞台
- 島清、世に敗れたり（1985年） - [10]
- 業平（1987年） - 明子皇太后[11]
- 十二夜（1987年） - マリーア[12]
- 父親の肖像（1988年） - 当山加代[13]
- うしろ姿のしぐれていくか（1988年） - 咲野[14]
- アイ・アム・アリス
- 熱いトタン屋根の上の猫
- アルジャーノンに花束を
- 怒りの葡萄
- 医師クノック
- ヴァイオリンを持つ裸婦
- オイディプス王
- 親の顔が見たい
- 顔
- 河童
- 花粉熱
- 空騒ぎ
- 霧の中
- 雲をたがやす男
- 児島源治郎氏の遺言
- ゴンザーゴ殺し
- サイゴンから来た男
- 寺院の殺人
- ジン・ゲーム
- 台湾の大地を潤した男〜八田與一の生涯〜
- タルチュフ
- 飛び散った蝶たち
- ドリー・ウェストのキッチン（リマ・ウェスト）
- 罪と罰
- ハーフライフ
- 八月の鯨
- ヘンリー四世
- 明暗
- 羅城門
- リチャード三世
- ワーニャ伯父さん
- 解ってたまるか!
- 遙かなる団地
- トロイアの女たち
- 幽霊やしき
- 脆きもの、汝の名は日本
- あっぱれ、我等が大ぼら吹き
- 愛をこめてあなたを憎む
- ベッドルームを拝借
- 蝶は自由に飛んでいる
- ドン・キホーテ日本に現る
- ヴェニスの商人
- プレイング・フォア・タイム
- TODAY
- プレイハウス・クリーチャーズ
- リアル・エステイト
- フィップス夫人の選択

## 出演作品 (声優)

### 吹き替え

#### 女優
アヌーク・エーメ
- 愛よもう一度（サラ・ゴードン）
- 甘い生活（マダレーナ）
- 男と女（アンヌ）
- 太陽は傷だらけ（アンヌ）
- ナポレオン（レティツィア）

カトリーヌ・ドヌーヴ
- 哀しみのトリスターナ（トリスターナ）
- 別離（ルシール）

フェイ・ダナウェイ
- アイズ（ローラ）
- さすらいの航海（デニーズ・クライスラー）
- チャイナタウン（エヴリン・モーレイ）

マレーネ・ディートリッヒ
- 間諜X27（X27 / マリー）
- 真珠の頚飾（マドレーヌ・ド・ボープレ）
- モロッコ（アミー・ジョリー）※東京12ch版

#### 映画
- アサシン 暗・殺・者（アマンダ〈アン・バンクロフト〉）※テレビ朝日版
- あの愛をふたたび（フランソワーズ〈アニー・ジラルド〉）
- 雨の訪問者（ジュリエット〈アニー・コルディ〉）※TBS版
- いつも心に太陽を（グレース・エヴァンス〈フェイス・ブルック〉）※テレビ朝日版
- 運命の饗宴（エセル・ハロウェイ〈リタ・ヘイワース〉）
- エアライン・コネクション（フラン・ハーパー〈ラナ・ウッド〉）
- オーロラ殺人事件（ヘディ〈ヴァネッサ・レッドグレイヴ〉）
- 黄金の腕（モリー〈キム・ノヴァク〉）
- オリエント急行殺人事件（メアリ・デベナム〈ヴァネッサ・レッドグレイヴ〉）
- 風と共に去りぬ（ベル・ワトリング〈オナ・マンソン〉）※日本テレビ新録版
- 黄色いリボン（アビー・アルシャード夫人〈ミルドレルド・ナットウィック〉）※フジテレビ版
- 恐怖の怪奇惑星
- キンダガートン・コップ（エリノア・クリスプ〈キャロル・ベイカー〉）※テレビ朝日版
- 黒い警察
- 激突!!燃える大彗星（ジェニファー・ドレイサー〈ジョアンナ・マイルズ〉）
- さすらいの旅路（アグネス〈スーザン・ハンプシャー〉）
- ザ・フォッグ（スティーヴィー・ウェイン〈エイドリアン・バーボー〉）※テレビ東京版
- ザルツブルグ・コネクション（アンナ〈アンナ・カリーナ〉）
- 三匹荒野を行く（ナンシー〈サンドラ・スコット〉）※ソフト版
- 七年目の浮気（ヘレン・シャーマン〈イヴリン・キース〉）※LD版
- 地球の危機（スーザン・ヒラー博士〈ジョーン・フォンティン〉）※LD版
- 地獄から来た男（エヴァ・ワインライト〈ダナ・ウィンター〉）
- 重役室（ジュリア〈バーバラ・スタンウィック〉）※NHK版
- 正午から3時まで（アマンダ〈ジル・アイアランド〉）
- 白と黒のナイフ（テディ・バーンズ〈グレン・クローズ〉）
- 新・殺しのテクニック/次はお前だ!
- 続・荒野の用心棒（マリア〈ロレダナ・ヌシアク〉）※TBS旧版
- セックス・パニック 愛欲のイタリア女族物語（アナ・デル・モンテ〈ウルスラ・アンドレス〉）
- 大空港（シンディ〈ダナ・ウィンター〉）※日本テレビ版（BD収録）
- タイタニック（ルース・デウィット・ブケイター〈フランシス・フィッシャー〉[15]）※ソフト版
- 太陽に向って走れ（キャサリン・コナーズ〈ジューン・グーリア〉）※TBS版
- 太陽はひとりぼっち（ヴィットリア〈モニカ・ビッティ〉）
- タワーリング・インフェルノ（ローリー〈スーザン・フラナリー〉）※フジテレビ版
- 血とバラ（ジョージア・モンテベルディ〈エルザ・マルティネッリ〉）
- デューン/砂の惑星（レディ・ジェシカ〈フランチェスカ・アニス〉）※日本テレビ版（BD収録）
- ドイツ軍撃退
- ドノバン珊瑚礁（アミリア・ディダム〈エリザベス・アレン〉）※TBS版
- ドラキュラ都へ行く（シンディ・ソンドハイム〈スーザン・セント・ジェームス〉）
- ナイトムーブス（ポーラ〈ジェニファー・ウォーレン〉）
- ナチュラル（アイリス・ゲインズ〈グレン・クローズ〉）※テレビ朝日版
- 南部の唄（サリー〈ルース・ウォリック〉）※ポニー版
- ハートブレイカー（グロリア・ヴォーガル〈アン・バンクロフト〉）
- 白鳥（アレクサンドラ姫〈グレース・ケリー〉）
- 華やかな魔女たち（5人の魔女たち〈シルヴァーナ・マンガーノ〉）
- ベスト・キッド2（ユキエ〈ノブ・マッカーシー〉）※フジテレビ版
- ハムレット〜亡霊の復讐（王妃ガートルード〈エリザ・ラージナ〉）
- 水色の夜会服（ジャクリーヌ・フランソワ）
- 皆殺しのガンファイター（リタ〈メアリー・パズ・ポンダル〉）
- 女鹿
- モリー先生との火曜日（シャーロット〈ボニー・バートレット〉）
- 夕陽に向って走れ（エリザベス・アーノルド〈スーザン・クラーク〉）
- 予期せぬ出来事（フランシス・アンドロス〈エリザベス・テイラー〉）
- 欲望という名の電車（ブランチ・デュボア〈ヴィヴィアン・リー〉）※TBS版
- 夜の訪問者（モイラ〈ジル・アイアランド〉）※TBS版
- ラスト・シューティスト（ロジャース夫人〈ローレン・バコール〉）※テレビ朝日版
- 旅情（ジェーン・ハドソン〈キャサリン・ヘプバーン〉）※日本テレビ新版

#### 海外ドラマ
- 愛の風景（カリン・オカーブロム〈ギタ・ナーウ〉）
- アガサ・クリスティー〜未完の肖像
- アボンリーへの道
  - 第5話 「心にひびく歌声」（マーガレット）
  - 第38話「上流社会」（キャベンディッシュ学長）
- ER緊急救命室
  - 第49話「新たなる挑戦」（アリス・ウェイクリー）
  - 第50話「悩み多き日」
- WITHOUT A TRACE/FBI 失踪者を追え!3（マーザ）
- Xファイル シーズン1 第10話「イヴ」
- エッジウェア卿の死（ジェーン〈フェイ・ダナウエイ〉）
- 男ひとたび立てば（メアリー〈スーザン・クラーク〉）
- おばあちゃんの贈り物（グレース）
- NHKシェークスピア劇場・終わりよければ全てよし（ローズマリー・リーチ）
- 頑固じいさん孫3人
- 刑事コロンボ もう一つの鍵（ベス・チャドウィック〈スーザン・クラーク〉）
- 警部マクロード　メキシコ一匹狼（アン〈マリエット・ハートリー〉）
- 拳銃無宿 第13話「執念」（メーガン〈ジーン・ウィレス〉）
- 地上より永遠に（カレン・ホームズ〈ナタリー・ウッド〉）
- シャーロック・ホームズの冒険
  - 第5話 「まがった男」（アン・モリソン）
  - 第16話「第二の血痕」（レディー・ヒルダ〈パトリシア・ホッジ〉）
- ジャンヌ・ダルク（城主の母）
- 小公子（コンスタンシア〈ヘレン・リンゼー〉）
- 私立探偵ハリー
  - 第2話 「人騒がせな遺産」（アンジー〈ルー・マクレナハン〉）
  - 第32話「偽りの結婚」（リズ〈ベバリー・ガーランド〉）
- スターメーカー（スザンヌ・プレシェット）
- スターロスト宇宙船アーク #5「救命艇の危機」（ジーン〈メグ・ホーカス〉）
- 大草原の小さな家（ケイト〈アン・アーチャー〉）
- 探偵ハート&ハート 第25話「ニューヨークより愛をこめて」
- どこかでなにかがミステリー 第29話「恨みのブルース」（クレメンス）
- ともだちは音楽家 第1話「ロッシーニの見た幻」（ロザンヌ〈フランシス・ベイ〉）
- パトカーアダム30
- バーナビー警部 第9、10話「愛する人のためならば」（エルフリーダ）
- バルモラル通りにドラムが響く（セーラ〈ロウィーナ・クーパー〉）
- ベン・ケーシー
- ふたりは最高! ダーマ&グレッグ 第36話「おばあさんのバイオリン」
- フレンズ（フィーブ・アボット・シニア〈テリー・ガー〉）
- ペイトンプレイス物語
- 弁護士ジャッド「マッチ箱の中の象」(ジョアンナ・バーン)
- ホテル・リッツの男（ココ・シャネル〈レスリー・キャロン〉）
- 暴走列車（ヴェラ・マイルズ）
- マネーチェンジャーズ（スーザン・フラナリー）
- 名探偵ポワロ
  - 第9話「クラブのキング」（オグランダー夫人）
  - 第33話「負け犬」（アストウェル夫人〈アン・ベル〉）
- ヤングライダーズ
  - 第13話「血塗られた地図」（グレース・ローリンズ）
  - 第57話「つらすぎる記憶」（シャーロッテ・ローエン）
- モリー先生との火曜日（シャーロット〈ボニー・バートレット〉）
- 夜はやさしく（ベービー）
- レベッカへの鍵（ソーニャ〈リーナ・レイモンド〉）
- ロイヤル・ロマンス/ダイアナ世紀の恋
- ロンサム・ダブ

#### 海外アニメ
- ディズニー作品
  - ピーター・パン（メアリー・ダーリング）※ポニー版・バンダイ版
  - ピノキオ（ブルーの妖精）※ポニー版・バンダイ版
  - ふしぎの国のアリス（ハートの女王[1]）※ブエナ・ビスタ版
  - ロビン・フッド（マザー・ラビット）※バンダイ版

### テレビアニメ
- 昆虫物語 みなしごハッチ（1970年）
- アルプスの少女ハイジ（1974年）
- まんが日本絵巻（1977年） - カヨの母、観行院、阿国の母、太一の母、冷泉、母くじら
- ルパン三世 (TV第2シリーズ)（1979年） 第77話「星占いでルパンを逮捕」- マリアンヌ
- 機動警察パトレイバー（1989年） - レイ・クランシー
- MASTERキートン（1998年） - ベルニーニ婦人

### 劇場アニメ
- CLOVER（1999年）

### ゲーム
- キングダム ハーツ（2002年） - ハートの女王
- Kinect: ディズニーランド・アドベンチャーズ（2011年） - ハートの女王
- キングダム ハーツ HD 2.5 リミックス（2014年） - ハートの女王

### ナレーション
- ライオン奥様劇場　徳川の夫人たち（1974年、フジテレビ）
- 花王愛の劇場　絶唱（1976年、TBS）
- 冬の輪舞（2005年、東海テレビ）
- ワーグナーとベネチア（NHK）

### ラジオ
- FMシアター「その時は殺され…」
- 特集オーディオドラマ　「大黒屋光太夫」（女帝エカテリーナ）

### カセット、CDブック
- 風の大陸 第二部 呪いの町（ナレーション）
- 花の慶次 雲のかなたに

### 朗読
- 地下室（仏現代劇リーディング）
- 蜘蛛の糸
- いかばかり美しく鮮やかなりしか、薔薇の花は……

### CM
- 野村證券（犬神家の一族編）
- 日本鉱業（ナレーション）

### その他コンテンツ
- NHK特集・遙かなる我が英国
- トゥナイト（テレビ朝日）
- 記録映画「ノートルダム寺院」ーパリー(NHK)

## 演出
- ひとり芝居「大江山」（関えつ子出演）
- ひとり芝居「幇間・松乃家蝶六」（里村孝雄出演）
- 朗読と音のコラボレーション「風の旅」（世古陽丸出演）
- 朗読と音のコラボレーション「六条御息所」（本人出演）